# 石本雅男
石本 雅男（いしもと まさお、1902年8月21日 - 2003年7月30日）は、日本の法学者。専門は、民法・不法行為責任論。岡山県出身。大阪大学名誉教授、神戸学院大学名誉教授。
神戸学院大学法学部の設置にも関与した。1984年日本学士院賞受賞。

## 来歴
旧制岡山中学（現：岡山朝日高校）、旧制第六高等学校を経て、1926年京都帝国大学法学部卒。京都帝国大学在職中に滝川事件が起こり、抗議のため同大学を辞職した。100歳になっても、家族の介助による口述筆記により論文を書き上げた、というエピソードも残っている。
著書に『無過失損害賠償責任原因論』（法律文化社、全4巻、1984年 - 1993年）などがある。